# Trübung der Atmosphäre
Trübungen der Atmosphäre sind häufige Erscheinungen, die sich als erstes in einer Verminderung der Sichtweite bemerkbar machen, oft auch durch verminderte Sonneneinstrahlung. Sie sind vor allem ein Forschungsthema der Meteorologie, aber auch anderer Wissenschaften wie der Klimatologie, der beobachtenden Astronomie oder der Vulkanologie.
Zur Lufttrübung kommt es entweder durch kleine Wassertröpfchen oder durch feststoffliche Schwebepartikel (Aerosole). Zu Dunst und anderen Trübungen können beitragen:
- spezielle Wetterbedingungen (z. B. Inversionswetterlage),
- hohe Luftfeuchtigkeit,
- Luftverschmutzung, hpts. durch Industrie, Hausbrand und Straßenverkehr,
- Staubstürme über trockenen Ebenen und Wüsten,
- Aschewolken als Folge von Vulkanausbrüchen oder Brandrodung
- oder (in der Erdgeschichte) durch einen großen Meteoriteneinschlag.

## Arten der Lufttrübung
Was die Art und die Intensität der Lufttrübung betrifft, unterscheidet man
- diesiges Wetter: nur schwache Trübung mit Sichtweite mehrerer Kilometer
- Dunst: Trübung mit Sichtweiten von > 1 km, Wasserdampf noch unter der Sättigungsgrenze
  - Trockener Dunst: bei Luftfeuchtigkeit unter 80 %, neben Wasserdampf auch durch die Aerosole selbst
  - Staubdunst, wenn die Schwebepartikel groß genug sind, um sie visuell erkennen zu können
- Dunstglocke über Städten – auch durch Luftverschmutzung, vereinzelt auch über Talkesseln, am stärksten beim sogenannten
  - Smog: Aerosole unter Beimischung von Ruß, Rauchteilchen und Schwefeldioxid
- leichter bis starker Nebel (mit Wasserdampf gesättigte Luft, verschieden starke Kondensation der Wassertröpfchen an kleinen Schwebpartikeln Nebel und Dunst haben – im Gegensatz zu Wolken – immer Bodenkontakt)
- Höhenrauch: Lufttrübung durch Rauch, feinste Asche und ähnliche Aerosole in großen Höhen, z. B. durch Moor- oder Rodungsbrände und Vulkanausbrüche
- Staubsturm: Sichttrübung durch Teilchen mit Korngrößen von 0,002 mm bis 0,06 mm (Schluff), kann in bis in große Höhen reichen
- Sandsturm: Teilchen mit Korngrößen von 0,06 bis 2 mm (Sandpartikel), meist nur wenige Meter über dem Boden
- Aschewolke durch einen heftigen Vulkanausbruch. Sie kann sich bei starker Eruption über die ganze Erde verbreiten (vulkanischer Winter) und monatelang sichtbar sein
- Sehr große Meteoriteneinschläge – meist Impakt genannt – führten mehrmals in der Erdgeschichte durch das Aufwirbeln von Staub zu starker, monate- bis jahrelanger Dämmerung und zum Massenaussterben vieler Arten durch Licht- und Nahrungsmangel.

## Wasserdampf und Aerosole
Bei Dunst und Nebel überwiegt der Einfluss der Wassertröpfchen jenen der Schwebteilchen. Zur Kondensation unterhalb der Dampfsättigung kommt es durch die Hygroskopie der Aerosolpartikel. Die Tröpfchen wachsen aber nur, solange die Partikel Feuchtigkeit binden können und der Einfluss der Oberflächenkräfte gering bleibt. Die maximale Tröpfchengröße ist daher mit etwa 1 μm begrenzt.
Dunst und Nebel entstehen häufig bei Inversionswetterlagen, wo kein vertikaler Luftaustausch stattfinden kann. In Ballungs- und Industriezonen mit starker Luftverschmutzung spricht man von Smog, bei dem die Aerosole aus einer Mischung von Ruß (z. B. aus Dieselmotoren), Schwefeldioxid (SO2), Staub- und Rauchteilchen (Holzheizung) bestehen.
Bei Staub- und Sandstürmen sowie vulkanischen Aschewolken sind die (hier größeren) Aerosole selbst für die Lufttrübung verantwortlich, weil sie Größen bis fast zum Millimeter besitzen können.